# 法莱丽·范龙
法莱丽·范龙（荷蘭語：Valerie van Roon，1998年8月13日—），荷兰女子游泳运动员，2022年欧洲锦标赛女子50米自由泳、女子4×100米自由泳接力和女子4×100米混合泳接力铜牌得主、2022年世界短池锦标赛女子4×50米自由泳接力铜牌得主。